# 金华猪

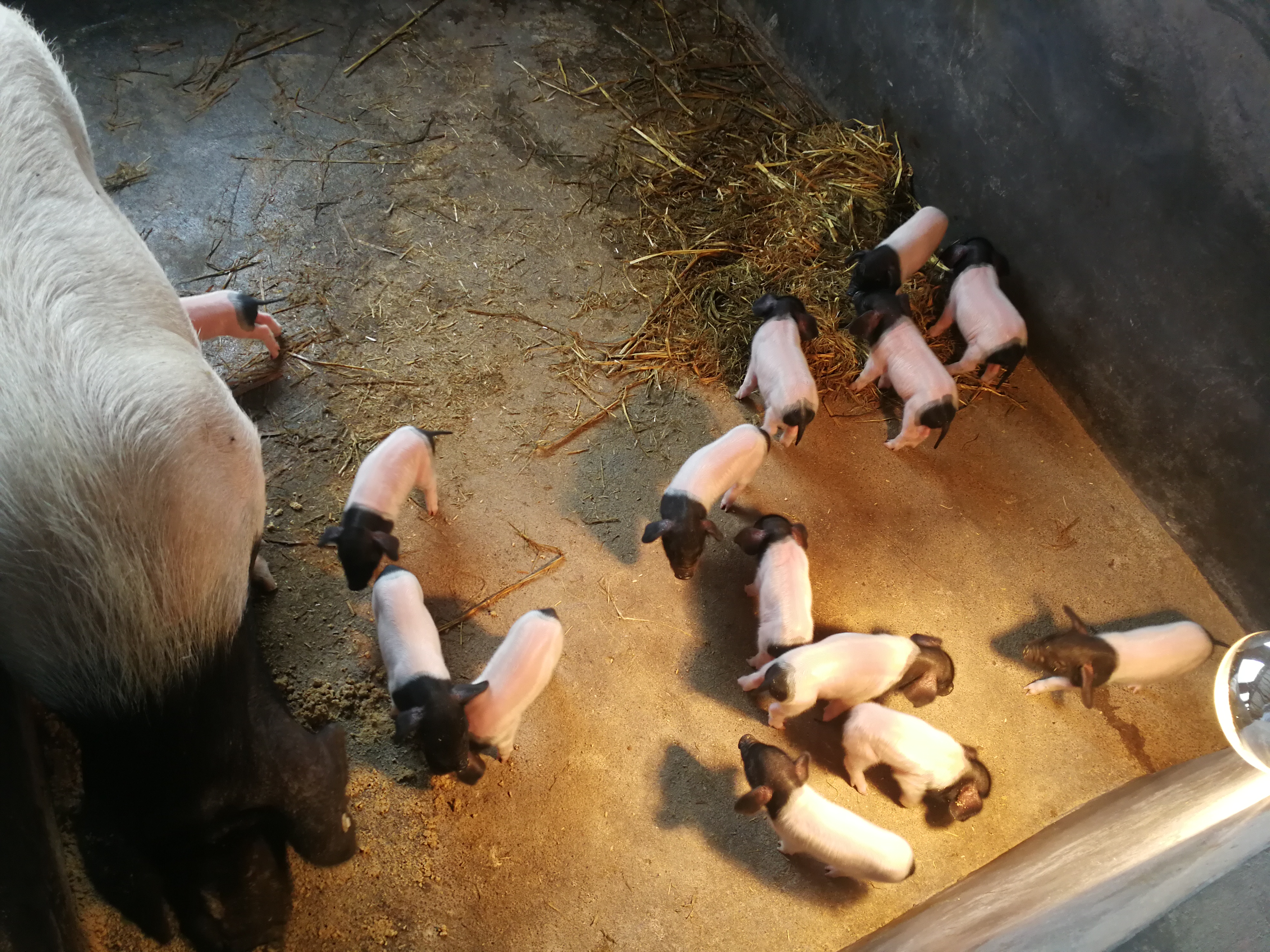
金华母猪及仔猪。

金华猪，又称为金华两头乌，是中国地方猪品种之一，原产于浙江金衢盆地。金华猪耳下垂，头颈部及臀尾部为黑色，身体其余部位为白色。尾巴较长、直。金华猪因毛色而得名“两头乌”，有“中华熊猫猪”的美誉。金华猪共有3个品系：I系（寿字头）、II系（川字头）、III系（老鼠头）。2013年金华市畜牧兽医局将“金华两头乌猪”注册为中国农产品地理标志，注册地理标志地域保护范围东至磐安县尖山镇胡田村，南至武义县三港乡曳坑口村，西至兰溪市水亭乡黄岗坞村，北至浦江县檀溪镇周家村，地理坐标为东经119°14'－120°46'和北纬28°32'－29°41'之间。
金华猪从生长周期约为300多天，出栏重量约为75至80公斤，相较常见的杜洛克猪170天的生长周期和100公斤的出栏重量产量低、养殖成本高，导致养殖农户少，因此被中国农业部列入《国家级畜禽遗传资源保护名录》。2016年金华市农业局组织召集浙江大学、上海交通大学、广东省农业科学院等3家单位开展提高金华两头乌在市场中的竞争力的专项评审会，其中提到当地将效仿日本和牛产业制定技术标准，把两头乌的肉质等级细分。
金华猪皮薄骨细，脂肪含量高，肉质细嫩鲜美，是制作金华火腿的主要原料之一。1979年开始，金华两头乌曾被列为国家互赠礼品，先后赠予法国、日本、泰国加拿大等国。1986年11日浙江省曾向日本静冈县一些单位赠予两头乌猪种。随后日本的平田牧場等牧场亦有引入养殖，成为日本的高级猪肉食材之一，被称为金華豚。根据2019年的报道，日本超市内售卖的真空包装的300克金华豚猪肉要价2640日元。此外静冈县部分农户还将金华豚和杜洛克猪配种，培育出当地高级品牌猪肉“富士金華（フジキンカ）”，兼备金华豚口感细腻和杜洛克猪产量高的特点。